# قائمة رتب القوات المسلحة اللبنانية

## رتب الضبّاط
| الرتب العسكرية لضباط الجيش اللبناني | الرتب العسكرية لضباط الجيش اللبناني | الرتب العسكرية لضباط الجيش اللبناني | الرتب العسكرية لضباط الجيش اللبناني | الرتب العسكرية لضباط الجيش اللبناني | الرتب العسكرية لضباط الجيش اللبناني | الرتب العسكرية لضباط الجيش اللبناني | الرتب العسكرية لضباط الجيش اللبناني | الرتب العسكرية لضباط الجيش اللبناني | الرتب العسكرية لضباط الجيش اللبناني |
| التصنيف                             | الضباط العامون                      | الضباط العامون                      | الضباط العامون                      | الضباط القادة                       | الضباط القادة                       | الضباط القادة                       | الضباط الاعوان                      | الضباط الاعوان                      | الضباط الاعوان                      |
| الرتبة                              | عماد                                | لواء                                | عميد                                | عقيد                                | مقدّم                                | رائد                                | نقيب                                | ملازم أوّل                           | ملازم                               |
| ----------------------------------- | ----------------------------------- | ----------------------------------- | ----------------------------------- | ----------------------------------- | ----------------------------------- | ----------------------------------- | ----------------------------------- | ----------------------------------- | ----------------------------------- |
| الشارة                              |                                     |                                     |                                     |                                     |                                     |                                     |                                     |                                     |                                     |

## رتب الرتباء
| الرتب العسكرية لرتباء و افراد الجيش اللبناني | الرتب العسكرية لرتباء و افراد الجيش اللبناني | الرتب العسكرية لرتباء و افراد الجيش اللبناني | الرتب العسكرية لرتباء و افراد الجيش اللبناني | الرتب العسكرية لرتباء و افراد الجيش اللبناني | الرتب العسكرية لرتباء و افراد الجيش اللبناني | الرتب العسكرية لرتباء و افراد الجيش اللبناني | الرتب العسكرية لرتباء و افراد الجيش اللبناني | الرتب العسكرية لرتباء و افراد الجيش اللبناني | الرتب العسكرية لرتباء و افراد الجيش اللبناني | الرتب العسكرية لرتباء و افراد الجيش اللبناني |
| الرتبة                                       | مؤهل اول                                     | مؤهل                                         | معاون أول                                    | معاون                                        | رقيب أول                                     | رقيب                                         | عريف اول                                     | عريف                                         | جندي أول                                     | جندي                                         |
| -------------------------------------------- | -------------------------------------------- | -------------------------------------------- | -------------------------------------------- | -------------------------------------------- | -------------------------------------------- | -------------------------------------------- | -------------------------------------------- | -------------------------------------------- | -------------------------------------------- | -------------------------------------------- |
| الشارة                                       |                                              |                                              |                                              |                                              |                                              |                                              |                                              |                                              |                                              | لا شيء                                       |

## تلاميذ ضباط
| الدرجة | تلميذ ضابط سنة ثالثة | تلميذ ضابط سنة ثانية | تلميذ ضابط سنة أولى |
| ------ | -------------------- | -------------------- | ------------------- |
| الشّارة |                      |                      |                     |